# Пилигрим (группа)
«Пилигри́м» — советская и российская рок-группа.

## Предыстория
В 1975 году Андрей Ковалёв, студент МАДИ, играл в коллективе, называвшемся «Пилигрим». Вскоре университетская музыкальная группа распалась.
С 1980-х годов Андрей Ковалёв занимается бизнесом[каким?], достаточно успешно; сейчас ему принадлежат компании «Экоофис» и «Первая макаронная компания» (бренды «Экстра М» и «Знатные»).
В 1987—1993 годах создаётся и работает совсем другая группа с таким же названием. Состав: Дмитрий Кузнецов (гитара, вокал, автор музыки), Валерий Кот (гитара, вокал), Евгений Арнаутов (барабаны), Вадим Галицын (клавишные, вокал), Евгений Мельников (бас-гитара), Михаил Луганский (гитара). В таком составе коллектив записывает альбом «Исповедь эгоиста», который прославляет группу в СССР и Европе. Клип на песню «Пилигрим любви» демонстрируется в программе «Взгляд».
В 1989 году во время турне по Италии участники «Пилигрима» просят политического убежища. Поступок вызывает резонанс в СССР и провоцирует международный скандал. Тем не менее, музыканты остаются жить и работать в Италии, а в Советском Союзе о группе постепенно начинают забывать.
В 1997 году участники «Пилигрима» объединяются и записывают ещё один альбом — «10 лет спустя».

## История
В 2005 году Ковалёв решает основать новый коллектив, но с тем же названием, в репертуар которого бы входили металл и тяжёлый рок; сам Андрей стал лидером группы.
Первый концерт нового «Пилигрима» прошёл в мае 2005 года на фестивале «Байк-шоу» в Пушкине. Дебют «Пилигрима» состоял из «народной» песни «Сиротинушка» и патриотической «Слава России», на эти композиции впоследствии были сняты телевизионные клипы.
В раскрутку записанного в 2007 году альбома «Слава России» Ковалёв вкладывает немало денег, в клипах группы снимались такие знаменитости, как Памела Андерсон и Дольф Лундгрен. Группа отправляется с альбомом в масштабный гастрольный тур, во время которого даёт бесплатные концерты.
В 2008 году в состав «Пилигрима» вошли новые, покинувшие перед этим группу «Мастер», музыканты — Александр Карпухин (ударник) и Алексей Страйк (гитарист). При участии Карпухина и Страйка записали альбом «Выбора нет», тогда как на съёмки видеоклипа к песне «Иуда» были приглашены артисты группы Apocalyptica.
В апреле 2008 года Ковалёв основывает студию звукозаписи — лейбл 1Rock, а летом того же года издаёт одноимённый журнал о тяжёлом роке.
В конце 2009 из группы ушёл гитарист Павел Ветров, чьё место вскоре было занято Олегом Изотовым.
В апреле 2010 года выходит альбом «7,62». По словам самого Ковалёва, диск был продан тиражом более 60 тысяч экземпляров, впрочем он не уточнял, брались ли в расчёт физические или электронные носители.
Над следующим релизом «Пилигрима», альбомом «Марта», музыканты группы работали с рэп-исполнителями (Лигалайз, Loc-Dog и Птаха), а также с DJ Shved из группы «CENTR».
25 декабря 2010 года в клубе «P!PL» отмечался первый юбилей коллектива. В ходе «праздничного» концерта вместе с основным составом группы ряд композиций исполнили и бывшие участники «Пилигрима».

## Состав
Состав 2.0
Это первый современный состав коллектива, который прекратил своё существование[когда?][прояснить]:
- Андрей «Аркадич» Ковалёв — вокал
- Алексей Страйк — гитара
- Олег Изотов — гитара
- Александр Карпухин — барабаны
- Игорь «Бах» Моравский — бас-гитара
- Юрий Плеханов — клавишные инструменты
- DJ Shved — DJ

## Дискография

### Альбомы
- 2007 — «Слава России» (переиздан в 2008 году)
- 2008 — «Выбора нет»
- 2010 — «7,62»
- 2010 — «Марта»
- 2015 — «Убей дракона»

### Синглы
- 2008 — Выбора нет
- 2009 — Тризи$